# سفينة السفهاء (فلم)
سفينة السفهاء (بالإنجليزية: Ship of Fools) هو فيلم دراما تم إنتاجه في الولايات المتحدة وصدر في سنة 1965.

## بطولة
- فيفيان لي
- لي مارفين

### ترشيحات وجوائز
| السنة | الحدث  | الفئة              | النتيجة  |
| ----- | ------ | ------------------ | -------- |
|       | أوسكار | أفضل تصوير سينمائي | فـــــوز |

## الميزانية والإيرادات
حقق أرباحا تقدر بـ 3,500,000 Anticipated rentals accruing distributors in North America دولار.

## وصلات خارجية
- سفينة السفهاء على موقع IMDb (الإنجليزية)
- سفينة السفهاء على موقع الموسوعة البريطانية (الإنجليزية)
- سفينة السفهاء على موقع روتن توميتوز (الإنجليزية)
- سفينة السفهاء على موقع نتفليكس (الإنجليزية)
- سفينة السفهاء على موقع ألو سيني (الفرنسية)
- سفينة السفهاء على موقع Turner Classic Movies (الإنجليزية)
- سفينة السفهاء على موقع أول موفي (الإنجليزية)
- سفينة السفهاء على موقع فيلمافينيتي (الإسبانية)
- سفينة السفهاء على موقع قاعدة بيانات الأفلام السويدية (السويدية)
- سفينة السفهاء على موقع قاعدة بيانات الفيلم (الإنجليزية)

1. ↑  "قاعدة بيانات الأفلام على الإنترنت" (بالإنجليزية). Retrieved 2023-07-31.
2. 1 2  وصلة مرجع: https://www.oscars.org/oscars/ceremonies/1966.
3. ↑  وصلة مرجع: http://www.filmaffinity.com/en/film724095.html.
4. ↑  "معلومات عن سفينة السفهاء (فيلم) على موقع filmweb.pl". filmweb.pl. مؤرشف من الأصل في 2014-04-14.
5. ↑  "معلومات عن سفينة السفهاء (فيلم) على موقع kinopoisk.ru". kinopoisk.ru. مؤرشف من الأصل في 2017-06-29.
6. ↑  "معلومات عن سفينة السفهاء (فيلم) على موقع cine.gr". cine.gr. مؤرشف من الأصل في 2016-03-04.